# Безвозвратный путь
«Безвозвратный путь» (встречается вариант перевода «Дорога без возврата») (англ. Road of No Return) — криминальный фильм 2009 года, режиссёра Парвиза Сагхизаде с участием таких известных актёров, как Майкл Мэдсен и Дэвид Кэррадайн.

## Сюжет
Фильм рассказывает о девяти днях жизни нескольких людей, волею судьбы сведённых вместе. Правительственные агенты Джей Марконе и мистер Ховер, которые на самом деле исполняют свою работу, преступая закон, нанимают четырёх киллеров, чтобы те убили несколько наркоторговцев. Наёмники впервые встречаются в одной квартире и, чтобы не раскрывать своих настоящих имён, дают друг другу клички: Иностранец, Индеец, Чёрный и Белый. С самого начала им не везёт: сперва в квартиру неожиданно является мама одного из убийц, чтобы навестить сына после двухлетней разлуки. Потом в ходе ликвидации нескольких людей из списка киллеры выясняют, что те торговали не только наркотиками, но и детьми. В результате четверка вынуждена приютить у себя двух девочек — Кейти и Бекки, найденных ими на месте убийства. Ситуация осложняется ещё и желанием одного из киллеров узнать, кем являются люди, нанявшие их. Марконе и Ховеру не нравится такое любопытство и они решают убрать наёмников, как только те сделают своё дело.

## Актёры
- Дэвид Кэррадайн — Мистер Ховер
- Майкл Мэдсен — Джей Марконе
- Майкл Блэйн-Розгей — Иностранец
- Эрнест Энтони — Чёрный
- Хосе Эндрюс — Индеец
- Шэйн Вудсон — Белый
- Сэнди Кэнан — Мама
- Карли Вестерман — Кейти
- Мишель Капра — Бекки